# Fièvre d'Oropouche
 Mise en garde médicale
La fièvre d'Oropouche est une maladie tropicale infectieuse causée par le virus d'Oropouche (OROV, pour l'anglais Oropouche virus), un arbovirus de la famille des Bunyaviridae. 
La fièvre d'Oropouche est une zoonose semblable à la dengue, transmise aux humains par des piqûres d'insectes (Culicoides paraensis (en) et plusieurs espèces de moustiques) à partir du sang de paresseux. Elle survient principalement dans le bassin amazonien, dans les Caraïbes et au Panama.

## Historique

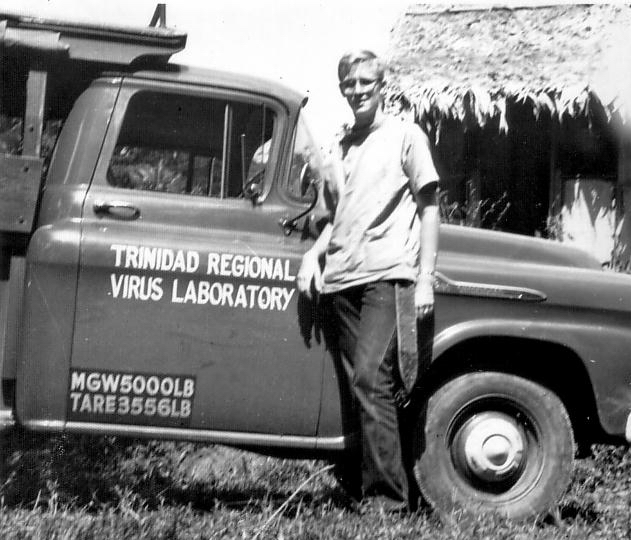
Un assistant de terrain du laboratoire de virologie. Nariva Swamp, Trinidad, 1959.

La fièvre et le virus doivent leur nom à la région du fleuve Oropouche (Trinité-et-Tobago) où la maladie a été décrite pour la première fois en 1955 ; il leur a été donné par le Trinidad Regional Virus Laboratory (en), qui a identifié le virus.
OROV a été décrit pour la première fois au Brésil, en 1960, après avoir été isolé dans le sang d'un paresseux (Bradypus tridactylus) capturé dans la forêt tropicale lors de la construction de l'autoroute Belém-Brasília. Le moustique Ochlerotatus serratus (en) a été impliqué comme vecteur, parce qu'OROV a également été trouvé dans son sang.

## Caractéristiques
La fièvre d'Oropouche débute par l'apparition d'une fièvre brutale, initialement avec des symptômes généraux semblables à ceux observés dans la dengue, tels que des frissons, des céphalées, anorexie, myalgies et arthralgies et vomissements. Les patients peuvent développer des symptômes de méningite. Le diagnostic est réalisé par dosage de la concentration sérique des anticorps spécifiques au virus.

## Traitement et pronostic
La maladie n'a pas de traitement spécifique mais on utilise généralement un traitement symptomatique, avec certains antalgiques et agents anti-inflammatoires par voie orale qui doivent être prescrits par un médecin, puisque certains d'entre eux (tels que l'aspirine) sont dangereux à cause de leur action sur la coagulation sanguine et du risque d'effets hémorragiques.
L'infection guérit généralement d’elle-même et les complications sont rares. Les patients guérissent habituellement sans séquelles à long terme.
En juillet 2024 au Brésil, un mort-né et quatre nouveau-nés microcéphales dont les mères souffraient de la fièvre d'Oropouche font craindre que certains variants du virus d'Oropouche aient des effets analogues à celui de la fièvre Zika. Deux jeunes femmes sans  comorbidité ont également succombé à la maladie.

## Épidémiologie
Les grandes épidémies sont fréquentes et de diffusion très rapide, la plus ancienne et la plus importante, ayant eu lieu dans la ville de Belém, située en Amazonie brésilienne, dans l'État du Pará, avec 11 000 cas enregistrés. En Amazonie brésilienne, la fièvre d’Oropouche est la deuxième maladie virale la plus fréquente, après la dengue. Plusieurs épidémies ont généré plus de 263 000 cas, dont 130 000 seulement sont survenus au cours de la période allant de 1978 à 1980. Actuellement, rien qu'au Brésil, on estime que plus d'un demi-million de cas se sont déclarés.
En Juin 2024, deux premiers cas de fièvre d’Oropouche sont diagnostiqués en Italie sur deux personnes en provenance de Cuba. Pour les autrices et auteurs du rapport, publié dans The Lancet, « il s'agit des premiers cas d'infection par le virus Oropouche en dehors de l'Amérique latine ». Ces diagnostics, réalisés à Vérone à l'IRCCS (en italien : Istituto di Ricovero e Cura a Carattere Scientifico), une fois rendus publics ont été suivis d'autres résultats positifs au virus Oropouche, d'autres laboratoires italiens, chez des voyageurs en provenance d'Amérique latine, notamment de Cuba et du Brésil,.
En 2025, en France, un cas a été diagnostiqué au retour d'un voyage au Brésil en mars 2025